# Université nationale de pharmacie
L'université nationale de pharmacie de Kharkiv en ukrainien : Національний фармацевтичний університет, en russe : Национальный фармацевтический университет, sise dans la ville de Kharkiv (Kharkov), est une des principales universités pharmaceutique d'Ukraine, et précédemment de l'empire russe et de l'Union soviétique.

## Histoire
EN 1812 c'est le laboratoire pharmaceutique du département pharmaceutique de la faculté de médecine de l'Université impériale de Kharkiv puis en 1921 l'Institut chimique et pharmaceutique de Kharkiv qui devient en     1930 l'Institut pharmaceutique de Kharkiv, depuis 2002 c'est l'Université nationale pharmaceutique (NPU).

## Personnalités
Le recteur est Alla Kotvitska.

### Étudiants
- Alexandre Tikhonov médecin.

## Bâtiments

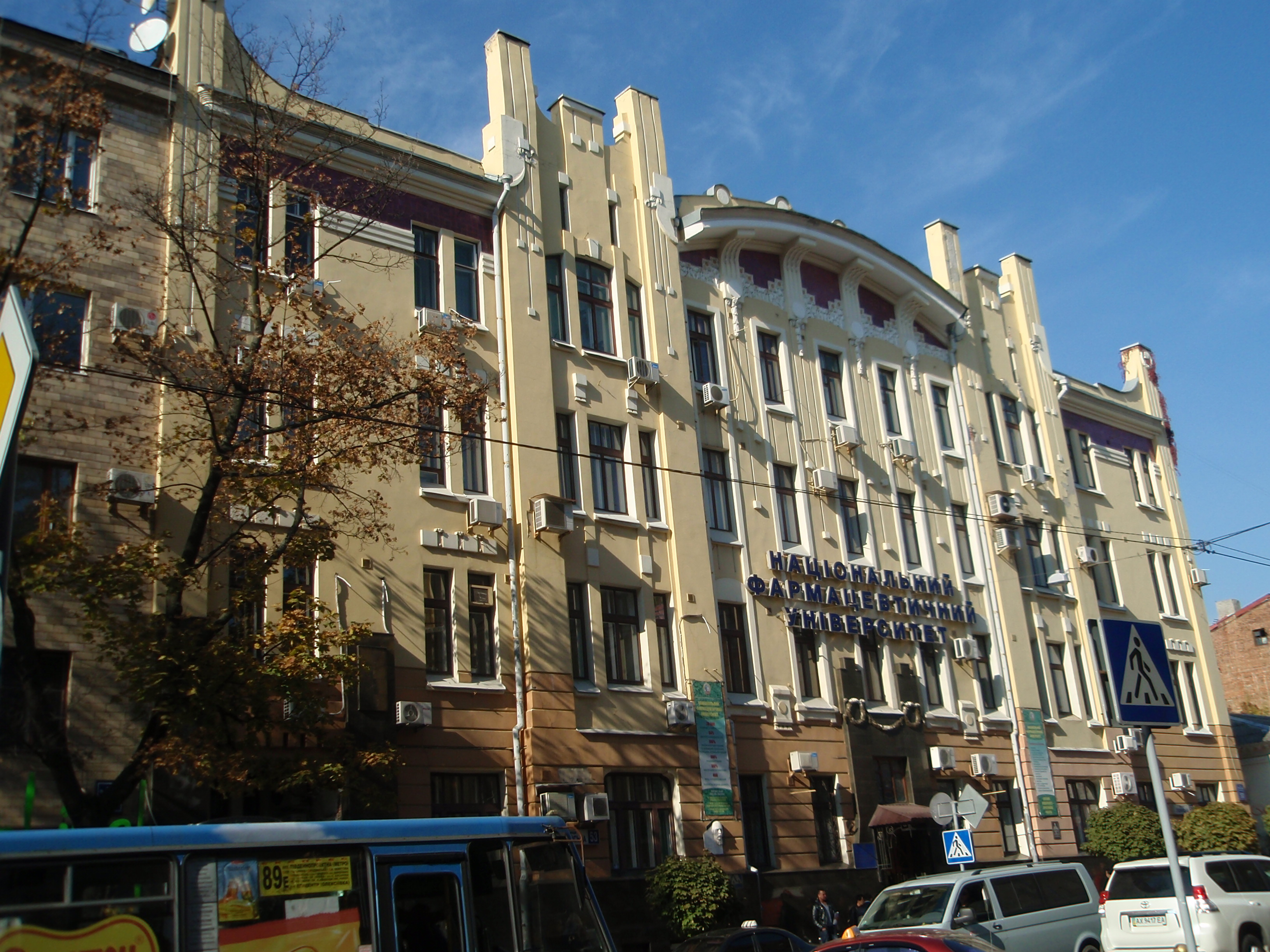
Bâtiments du 53 de la rue Pouchkine classés[1].
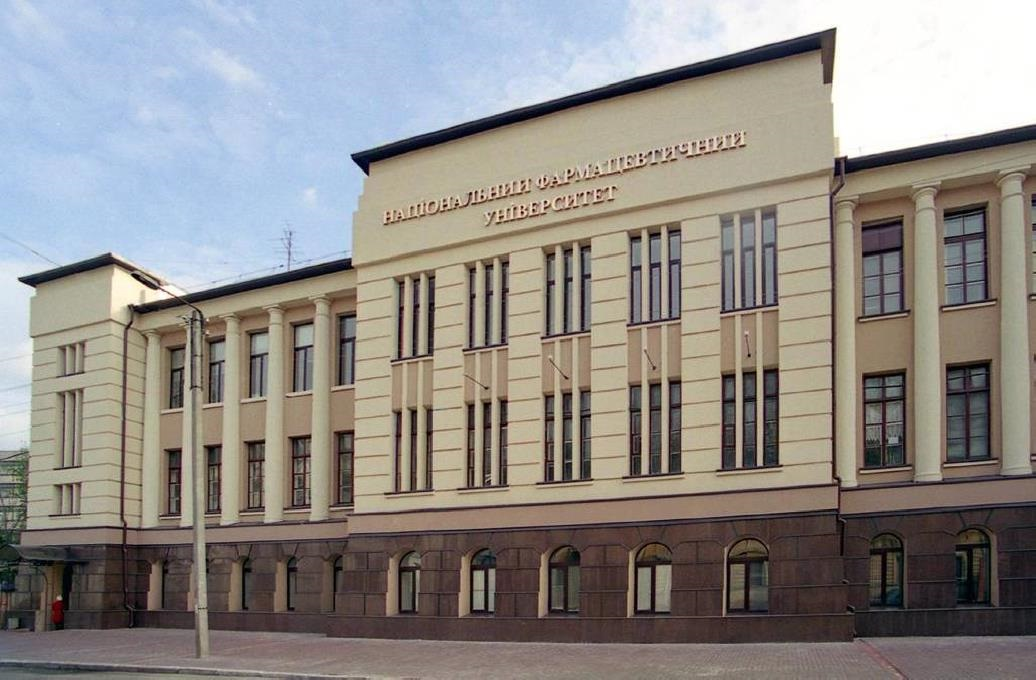
Le bâtiment rue Koulikivska classé[2].
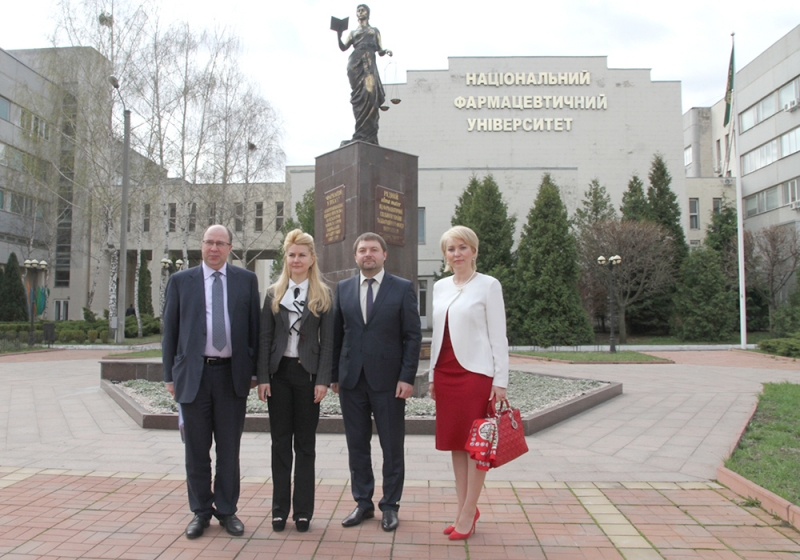
En 2015 : Alla Kotvitska, Volodymyr Minenko, Ioulia Svitlytchna, Yaroslav Kachouba.